# Dayi Daoxin
(Dayi) Daoxin (大醫道信; Wade-Giles (Ta-i) Tao-hsin, znany także jako Shuangfeng Daoxin (雙㡝道信); kor. (Taeŭi) Tosin (도신); jap. (Daii) Dōshin (ドウシン); wiet. Đai I Đạo Tín; ur. 580, zm. 651) – chiński mistrz chan, Czwarty Patriarcha buddyzmu chan (jap. zen).

## Życiorys

### Wstępne uwagi
Najwcześniejsza biografia Daoxina znajduje się w dziele Daoxuana (596-667) Xu gaoseng chuan, gdzie jest wymieniony wśród 133 „medytujących” – praktykujących chan. W biografii tej nie ma żadnej wzmianki o spotkaniu Daoxina z Sengcanem, czyli nie ma połączenia z Bodhidharmą. Wiadomo, że od 15 roku życia studiował Winaję u różnych nauczycieli. Późniejsze biografie twierdziły, że jednym z tych nauczycieli był Sengcan. Klasztor Dalin znajdujący się na górze Lu został założony przez Zhikaia (533-610), mistrza szkoły sanlun, który studiował medytację u Tiantaia Zhiyi (538-597). W biografii tej jest także mowa o tym, że Daoxin studiował medytację u bardzo mało znanego laickiego mistrza Fu, którego metodę zaadaptował. Zhiyi i mistrz Fu, to jedyne nazwiska występujące w tej biografii.

### Biografia
Pochodził z prowincji Qizhou (蘄州) (obecnie w prowincji Hubei) z rodziny Sima (司馬). W 7 roku życia zaczął studiować buddyzm. Przez 15 następnych lat studiował winaję i medytację u kilku nauczycieli. Przez kolejnych 20 lat, w których dojrzał intelektualnie i duchowo, przebywał w południowych Chinach w rejonie rzeki Jangcy. Zetknął się wtedy z naukami szkół sanlun i tiantai. Gdy miał kilkanaście lat usłyszał, że na górze Yuangong (w Anhui) dwóch tajemniczych ludzi praktykuje jakąś cichą medytację. Udał się więc tam i spotkał Drugiego i Trzeciego Patriarchę chan – Huike i Sengcana. Przyjął ich nauki i praktykował wspólnie z nimi przez 10 lat. Zachowała się scena momentu jego oświecenia. Pewnego dnia poprosił Sengcana Błagam cię mistrzu, ukaż swe współczucie i poprowadź mnie do bramy Dharmy wyzwolenia! Patriarcha spytał A któż ciebie zamknął? Daoxin odparł Nikt mnie nie zamknął. Na to mistrz powiedział Dlaczego zatem poszukujesz wyzwolenia? W tym momencie Daoxin osiągnął oświecenie.
W jakiś czas później otrzymał od Sengcana przekaz Dharmy i został Czwartym Patriarchą szkoły chan. Mistrz poprosił Daoxina aby rozpoczął nauczanie w klasztorze Dalin (Wielki Las) na górze Lu. Daoxin niedawno przekroczył 20 rok życia. Na górze Lu przebywał przez 10 lat. Związana jest z nim historia o cudownym ocaleniu przez niego miasta, na które napadli bandyci. W chwili, gdy miasto miało się już poddać z powodu braku wody, mistrz nakazał masowe śpiewanie sutr buddyjskich i wyschnięte źródła znów trysnęły wodą, a bandyci się wycofali.
Niedługo po tym wydarzeniu Daoxin zobaczył niezwykły purpurowy obłok nad pobliską górą. Wziął to za dobry znak i na tej górze w dystrykcie Huangmei w prowincji Hubei, zwanej Potou (破頭山 góra Pękniętej Głowy), założył pierwszą wspólnotę chan w klasztorze Dongshan (Wschodniej Góry), która liczyła 500 praktykujących mnichów. Był wśród nich jego spadkobierca Dharmy Daman Hongren. Później góra ta była znana jako Shuangfeng shan (雙峰山 góra Bliźniaczych Szczytów). Według legendy, kiedy mistrz szedł do Huangmei, spotkał na drodze małego chłopca. Spytał go o imię. Chłopiec odparł, że ma co prawda imię, ale nie jest ono stałe. Jakie to imię – spytał mistrz. Chłopiec odparł Budda. Daoxin powiedział I ty nie masz imienia? A chłopiec na to Ono jest puste, więc go nie posiadam. Gdy rodzice zobaczyli wielkie zdolności swojego dziecka, zgodzili się, aby zostało uczniem Patriarchy. Tym chłopcem był Hongren.
W 645 r. cesarz Taizong zapragnął zobaczyć Daoxina i posłał wysłannika z pismem wzywającym go do pałacu, ale mistrz ozięble odrzucił zaproszenie. Cesarz wysłał ponowne zaproszenie, ale spotkał się z kolejną odmową, a nawet wyzwaniem, gdyż Daoxin napisał Jeśli pragniesz mojej głowy, utnij ją i weź sobie. Wtedy ona przyjdzie do ciebie, ale mój umysł nigdy nie przyjdzie. Cesarz wysłał więc ponownie posłańca z mieczem i żądaniem głowy mistrza. Jednak drugim poleceniem dla posłańca był nakaz niekrzywdzenia Daoxina. Gdy Patriarcha trzeci raz odmówił udania się do pałacu, usłużnie pochylił się i rozkazał wysłannikowi Tnij! Wtedy posłaniec wyjawił, że cesarz zabronił go skrzywdzić. Daoxina wybuchnął śmiechem mówiąc Musisz wiedzieć, że posiadasz ludzkie cechy.
Odrzucenie zaproszenia do stolicy i tytułu Narodowego Nauczyciela, umocniło niezależność tego ośrodka. Mistrz dla swojej wspólnoty sformułował wskazania i reguły, stając się tym samym prekursorem Baizhanga Huaihaia.
4 dnia 9 miesiąca 651 r. mistrz powiedział do zgromadzonych uczniów Wszystkie z miriad dharm tego świata powinny być odrzucone. Strzeżcie wszyscy tej wiedzy i przekazujcie ją w przyszłość. Po wypowiedzeniu tych słów Patriarcha zmarł. Postawiono stupę w miejscu, gdzie nauczał. 8 dnia 4 miesiąca następnego roku stupa sama się otworzyła i można było zobaczyć Daoxina siedzącego w niej i nic nie zmienionego.
Cesarz obdarzył mistrza pośmiertnym tytułem Dayi (Wielki Uzdrowiciel).

## Nauki
Daoxin uczynił dalszy krok w rozwoju idei i praktyki chan, w ustaleniu pewnej stałej podstawy.
Według Zapisków nauczycieli i uczniów Lankāvatāry, metody Daoxina można podzielić na pięć głównych typów (znajdują się one w tekście Pięć Bram Daoxina):
- Poznanie istoty, zasady umysłu. Jego wewnętrzna istota jest czystą jasnością i jest zasadniczo tożsama z Buddą.
- Poznanie działania umysłu. Jego działanie tworzy skarb Dharmy; jego aktywność jest stale spokojna. 10 000 złudzeń są wszystkie właśnie takie.
- Bycie zawsze świadomym, bez przerwy. Świadomy umysł jest zawsze obecny i postrzega dharmy jako bezforemne.
- Postrzeganie ciała zawsze jako spokojnego i pustego. Wewnętrzne i zewnętrzne są zjednoczone, tożsame. Ciało jest pogrążone w rzeczywistości, a jednak nie ma tam żadnych przeszkód.
- Zachowanie jedności bez błądzenia; pozostawanie jednocześnie w ruchu i spoczynku pozwala uczniowi czysto widzieć naturę Buddy i wejść w bramę samādhi[5].

Daoxin polecał także powtarzanie imienia Buddy dla oczyszczenia umysłu (chin. nianfo jingxin). Dla niego była to metoda służąca lepszemu skupieniu umysłu. Utożsamiał to z przypominaniem umysłu (chin. nianxin), a to z kolei identyfikował z niczym w umyśle (chin. wusuo-nian; dosł. nic [w umyśle]). Mówił Jeśli urzeczywistnisz, że umysł jest zasadniczo nienarodzony i niezniszczalny, i jest ostatecznie czysty i jasny, to samo w sobie jest to czystą krainą Buddy.
Podkreślał także znaczenie medytacji:
| Siedź gorliwie w medytacji (chin. zuo-chan, jap. zazen)! Siedzenie w medytacji jest podstawą wszystkiego innego. Jest dobrze siedzieć w medytacji przez przynajmniej 35 lat, pilnując głodu małą ilością jedzenia i trzymając wejścia [zmysłów] zamknięte. Nie czytaj sutr, nie dyskutuj z nikim |

Został zapamiętany jako charyzmatyczny nauczyciel, który ustalił podstawy dhjany chan i podkreślał znaczenie medytacji.
Yin Xun tak podsumował jego osiągnięcia:
- Zjednoczenie praktyki chan z przyswojeniem buddyjskich wskazań.
- Zjednoczenie nauk Lankāvatāra sūtra z Prajñāpāramitā sūtra, która zawiera dobrze znane sutry Serca i Diamentową.
- Włączenie śpiewów, łącznie ze śpiewaniem imienia Buddy, do praktyki chan[7].

Innowacje wprowadzone przez Daoxina uczyniły praktykę chan bardziej dostępną dla ludzi przemieniając prywatną i indywidualną praktykę „cichej medytacji” pozbawianą jakiegoś stałego umiejscowienia, w publiczną i grupową czynność osadzoną w jednym klasztorze.

## Prace literackie
- Rudao anxin yaofang bianfamen („Podstawowe odpowiednie nauki dla uspokojenia umysłu, który osiąga oświecenie”)
- Pusa jiefa (nie zachowała się)

## Linia przekazu Dharmy zen
Pierwsza liczba oznacza liczbę pokoleń mistrzów od 1 Patriarchy indyjskiego Mahakaśjapy.
Druga liczba oznacza liczbę pokoleń od 28/1 Bodhidharmy, 28 Patriarchy Indii i 1 Patriarchy Chin.
Trzecia liczba oznacza początek nowej linii przekazu w danym kraju.
- 28/1. Bodhidharma (zm. 543?)
  - 29/2. Dazu Huike (487–594)
    - 30/3. Jianzhi Sengcan (zm. 606)
      - 31/4. Dayi Daoxin (579–651) szkoła Wschodniej Góry
        - 32/5. Niutou Farong (594–657) szkoła niutou
        - 32/5/1. Pŏmnang Korea – wprowadzenie chanu (kor. sŏn)
        - 32/5. Daman Hongren (601–674)
          - 33/6. Dajian Huineng (638–713)